# 毎日がスペシャル!BS-TBS
毎日がスペシャル!BS-TBS（まいにちがスペシャル! ビーエスティービーエス）は、TBSホールディングスの連結子会社である株式会社BS-TBSが運営しているBS放送「BS-TBS」の番組宣伝番組。
テレビの初回放送は2013年12月28日。
当初はBS-TBSのみでの放送であったが、2016年4月からはTBSラジオでもラジオ版が放送されていた。
なお、テレビ版のホームページには2020年3月8日の放送後、トップページに番組が終了した旨の記載がある。
ラジオ版も、2021年9月25日の放送をもって終了した。

## 放送時間
テレビ版
原則として毎月第1週と第2週に1回ずつ、24分間放送される。放送される時間は原則として土曜日もしくは日曜日の正午前後だが、特別番組の編成等の理由で度々変更されるので、BS-TBSのホームページで時間を確認されたい。
ラジオ版
毎週土曜日 14:55 - 15:00

## ラジオ版出演者
歴代出演者は、いずれも番組出演当時TBSテレビアナウンサー。
- 小林悠（2013年12月 - 2016年3月）
- 古谷有美（2016年4月 - 2020年8月1日[2]）
- 豊田綾乃（2020年8月22日・29日）
- 上村彩子（2020年8月8日 - 2021年9月25日）